# Andy Williams (Doves)
Andy Williams (Wall Lake, Iowa, 18 de fevereiro de 1970) é um baterista norte-americano, integrante da banda Doves, conjunto da cidade inglesa de Manchester. É irmão gêmeo de Jez Williams, que é baterista da mesma banda de Manchester.